# Bernie (film, 1996)
Pour les articles homonymes, voir Bernie.
Pour plus de détails, voir Fiche technique et Distribution.
Bernie est un film français réalisé par Albert Dupontel en 1996.

## Synopsis
L’histoire retrace la vie extraordinaire et déjantée de Bernie, un orphelin jeté à la poubelle à sa naissance. Cherchant à retrouver ses parents qu'il idéalise, il se base sur les informations contenues dans son dossier à la DDASS pour remonter jusqu'à eux.
Il commence par rencontrer Bernie, de qui il tient le prénom, qui l'a retrouvé dans la poubelle et remis à la police. De fil en aiguille, il parvient à retrouver son père, un sans-abri, qu'il héberge dans un appartement parisien qu'il a loué pour six mois avec ses économies. Convaincu que sa mère est visée par un complot mafieux imaginaire, il décide avec son père de l'enlever chez elle, dans son manoir.
En parallèle, il rencontre Marion, une jeune toxicomane, dans l'immeuble de laquelle il avait été jeté à la poubelle, de qui il devient amoureux.
La réunion de ses parents, qui se détestent, finit par aboutir à leurs morts dans l'appartement de Bernie, après un combat acharné. Ce dernier décide de partir avec Marion, qu'il passe chercher chez elle. Arrivant trop vite sur le parking de la résidence, il renverse et assomme son père.
Le duo finit par partir en campagne, et arrive dans un poste électrique que Bernie visitait occasionnellement lorsqu'il était à l'orphelinat pour s'amuser à « créer des feux d'artifice » en crachant sur les fusibles. Le père de Marion, mis dans le coffre de la voiture par Bernie, parvient à s'en échapper et appelle les forces de l'ordre.
Le lendemain matin, le poste électrique est encerclé par les unités d'intervention et la police, qui somment Bernie, considéré comme ayant kidnappé Marion, de se rendre. Il refuse, et Marion finit par proposer qu'il la menace avec son fusil de chasse, comme si elle était son otage, pour parvenir à la voiture et s'enfuir. Leurs plans sont contrariés par l'arrivée du député Vallois, qui tente une médiation, mais finit par être tué par Bernie d'un tir de fusil de chasse en pleine tête.
Le couple parvient ensuite à prendre la voiture et à fuir, alors que Bernie est blessé par balles. Leur voiture finit dans un étang, et le film se termine par une vision idéalisée, vraisemblablement de la part de Bernie, de sa famille (son père, sa mère et Marion) sur des chevaux, sur un étang digne d'un western.

## Fiche technique
Sauf indication contraire, les informations mentionnées dans cette section peuvent être confirmées par la base de données cinématographiques IMDb,  présente dans la section « Liens externes ».
- Titre : Bernie
- Réalisation : Albert Dupontel
- Scénario : Albert Dupontel et Gilles Laurent
- Dialogues : Albert Dupontel
- Costumes : Françoise Bourrec, Chattoune
- Montage : Juliette Welfling
- Musique : Ramon Pipin, Noir Désir
- Producteurs : Philippe Liégeois et Jean-Michel Rey
- Sociétés de productions : Canal+, Contre Prod, Kasso Inc. Productions, Rézo Films, Ulysse Films
- Sociétés de distributions :
- Pays :  France
- Langue : français
- Budget : 2 210 000 €[5]
- Box office : 849 722 entrées[5]
- Formats : couleur - son  Dolby Digital - 35 mm
- Genre : comédie
- Durée : 87 min
- Dates de sortie[6] : 
  -  France : 27 novembre 1996
  -  Belgique : 8 janvier 1997
- Film interdit aux moins de 12 ans

## Distribution
- Albert Dupontel : Bernie Noël / Mickey Willis
- Claude Perron : Marion
- Roland Blanche : Donald Willis, père de Bernie
- Hélène Vincent : Mme Clermont, mère de Bernie
- Paul Le Person : Bernie, le gardien
- Roland Bertin : Ramonda
- Philippe Uchan : le député Vallois
- Éric Elmosnino : vendeur du magasin de vidéo
- Antoinette Moya : l'agent immobilier
- Alain Libolt : Maître Clermont
- Pascal Ternisien : Édouard Clermont
- Emmanuelle Bougerol : Marie-Solange Clermont
- Catherine Samie : Grand-mère Clermont
- Lucia Sanchez : Maria
- Michel Vuillermoz : Le Travesti
- Bernard Bastaréaud : Le fleuriste rasta
- Marie-Philomène Nga : La femme de ménage
- Loïc Houdré : Le dealer
- Yves Pignot : le directeur de l'orphelinat
- Patrick Ligardes : le surveillant de l'orphelinat
- Nicolas Marié : Le commissaire
- Daniel Laur : Le conducteur

## Production

### Lieux de tournage
Le film a été tourné : 
- Dans l'Aisne
  - Crouttes-sur-Marne
- A Paris[Où ?]
- Dans l'Essonne
  - Longpont-sur-Orge
  - Autodrome de Linas-Montlhéry
  - Studios d'Arpajon, les cochets à Saint-Germain-les-Arpajon
- Dans les Yvelines
  - Le Vésinet
  - Versailles
- En Seine-Saint-Denis
  - Stains
- En Seine-et-Marne
  - Meaux
  - Isles-les-Villenoy
  - Thorigny-sur-Marne
- En Espagne
  - Alméria

## Bande originale
Sauf indication contraire, les informations mentionnées dans cette section peuvent être confirmées par le générique de fin de l'œuvre audiovisuelle présentée ici, ainsi que par la base de données cinématographiques IMDb,  présente dans la section « Liens externes ».
- Bernie par Ramon Pipin.
- Bernie's lullaby par Noomi.
- L'arrivée en ville par Ramon Pipin.
- Marche turque de la Sonate pour piano nº 11 de Wolfgang Amadeus Mozart de 1783 (joué maladroitement au piano par Marie-Solange Clermont lors de l'assaut de la résidence Clermont par Bernie et Donald).
- Cité glauque par Ramon Pipin.
- Localapoubelle par Ramon Pipin.
- Escalading The Gouttiere par Ramon Pipin.
- Rescue me par Ramon Pipin.
- Wild, wild West par Ramon Pipin.
- Slum Father par Ramon Pipin.
- Deam end par Ramon Pipin.
- Des parents formidables par Ramon Pipin.
- Preslaughter par Ramon Pipin.
- Dead par Ramon Pipin.
- Love transfo par Ramon Pipin.
- Entretuerie par Ramon Pipin.
- A shovel in the face par Ramon Pipin.
- Là-bas par Noir Désir de 1996 (générique de fin).

## Accueil

### Accueil critique
En France, le site Allociné propose une note moyenne de 1,5⁄5 à partir de l'interprétation de critiques provenant de 2 titres de presse, et une note moyenne de 3,7⁄5 à partir de 11 431 notes de spectateurs.

## Distinctions
- Le film fut nommé aux Césars dans la catégorie meilleure première œuvre.
- Lauréat du grand prix du Festival international du film fantastique de Yubari en 1998[réf. nécessaire].